# Mandy will ans Meer
Mandy will ans Meer ist ein Filmdrama des Regisseurs Tim Trageser aus dem Jahr 2012. In den Hauptrollen verkörpern Anna Loos die Sterneköchin Ida Schmidt und Hanna Müller die in einem problematischen, sozial benachteiligtem Umfeld aufwachsende, elfjährige Mandy Wittmann, die einen besonderen Traum hegt.

## Handlung
Ida Schmidt, eine mehrfach ausgezeichnete Köchin und Küchenchefin in einem Berliner Nobelhotel, kann sich in ihrer von Männern dominierten Berufswelt sehr gut behaupten: Niemand von ihren Mitarbeitern kann ihr fachlich das Wasser reichen. Als „Einzelkämpferin“ hat die allein lebende Ida allerdings auch sonst keine Freunde: Ihr beruflicher Stellvertreter Norbert Jung versucht ständig, sie zu übervorteilen. Selbst zu ihrer eigenen Mutter hat Ida einen eher kühlen Kontakt. Einzig der Fahrer Tercan, dem sie ab und zu begegnet, ist in der Lage, ihr auf ihrem Niveau schlagfertige Antworten zu geben.
Eines Tages holt Tercan Lebensmittel ab, die das Hotel nicht mehr gebrauchen kann und abgeschrieben hat. Ida erfährt, dass diese eigentlich noch intakten Lebensmittel von Tercan zur „Barke“ gefahren werden, einer Einrichtung, die es sich auf die Fahnen geschrieben hat, sozial benachteiligten Jugendlichen eine Plattform zu bieten, wo sie sich untereinander austauschen und Nahrung zu sich nehmen können.
Das weckt Idas Interesse. In der sozialen Einrichtung lernt sie die elfjährige, nicht auf den Mund gefallene und freche Mandy Wittmann kennen, die von ihrem großen Traum berichtet, einmal im Leben ans Meer zu fahren. Beeindruckt von der ihr bis dato fremden Welt, bietet Ida an, einen Kochkurs für die Kinder der Einrichtung zu halten, bei dem sie lernen können, sich gesund und günstig zu ernähren.
In der Folge lernen sich Ida und Mandy besser kennen und es entsteht sogar eine innige Freundschaft zwischen ihnen. Aufgrund dieser neu geschlossenen Freundschaft zu Ida beginnt Mandy sich zu öffnen. Erstmals beschreibt sie Ida die Welt, in der sie aufwächst. Mandy schildert nur das Gute und möchte offensichtlich den Eindruck erwecken, dass in ihrer Welt alles in geregelten Bahnen läuft. Dass Mandy nicht die komplette Wahrheit sagt, ahnt Ida zunächst nur.
Im weiteren Verlauf der Handlung wird Ida klar, dass Mandy unter erbärmlichen Umständen aufwächst. Mandys Vater ist Alkoholiker, ihre Mutter leidet an schweren Depressionen und die ganze zu erledigende Arbeit im Haushalt, sowie das Einkaufen, lastet auf Mandys Schultern.
Ida beschließt, Mandy aus dieser Situation herauszuhelfen. Dies geschieht jedoch mit unabsehbaren Folgen.

## Produktionsnotizen
Gedreht wurde in Berlin, Tom Hornig war für das Szenenbild verantwortlich.
Mandy will ans Meer wurde im ZDF am 26. November 2012 erstmals ausgestrahlt.

## Kritiken
Das Lexikon des internationalen Films bescheinigt dem Film, dass er in der Lage ist, einen ungeschönten Blick auf die soziale Wirklichkeit zu vermitteln, reklamiert jedoch, dass das Filmdrama ein allzu märchenhaftes Ende findet.
Quotenmeter.de konstatiert, dass die Darsteller exzellente Leistungen abliefern.